# Emigración colombiana

Embajadas colombianas en el mundo 2016.

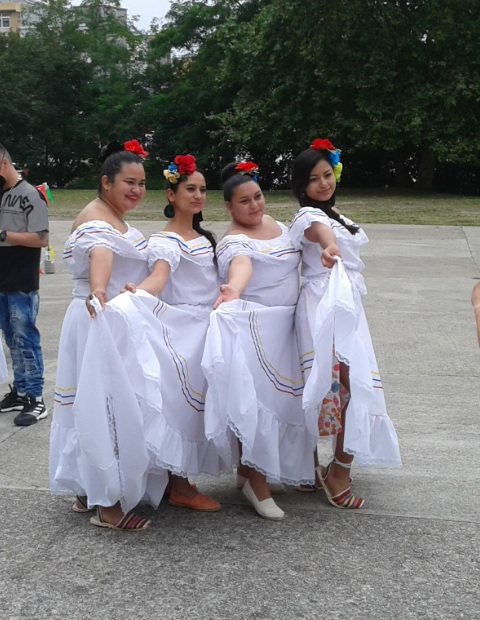
Emigrantes colombianas en España.

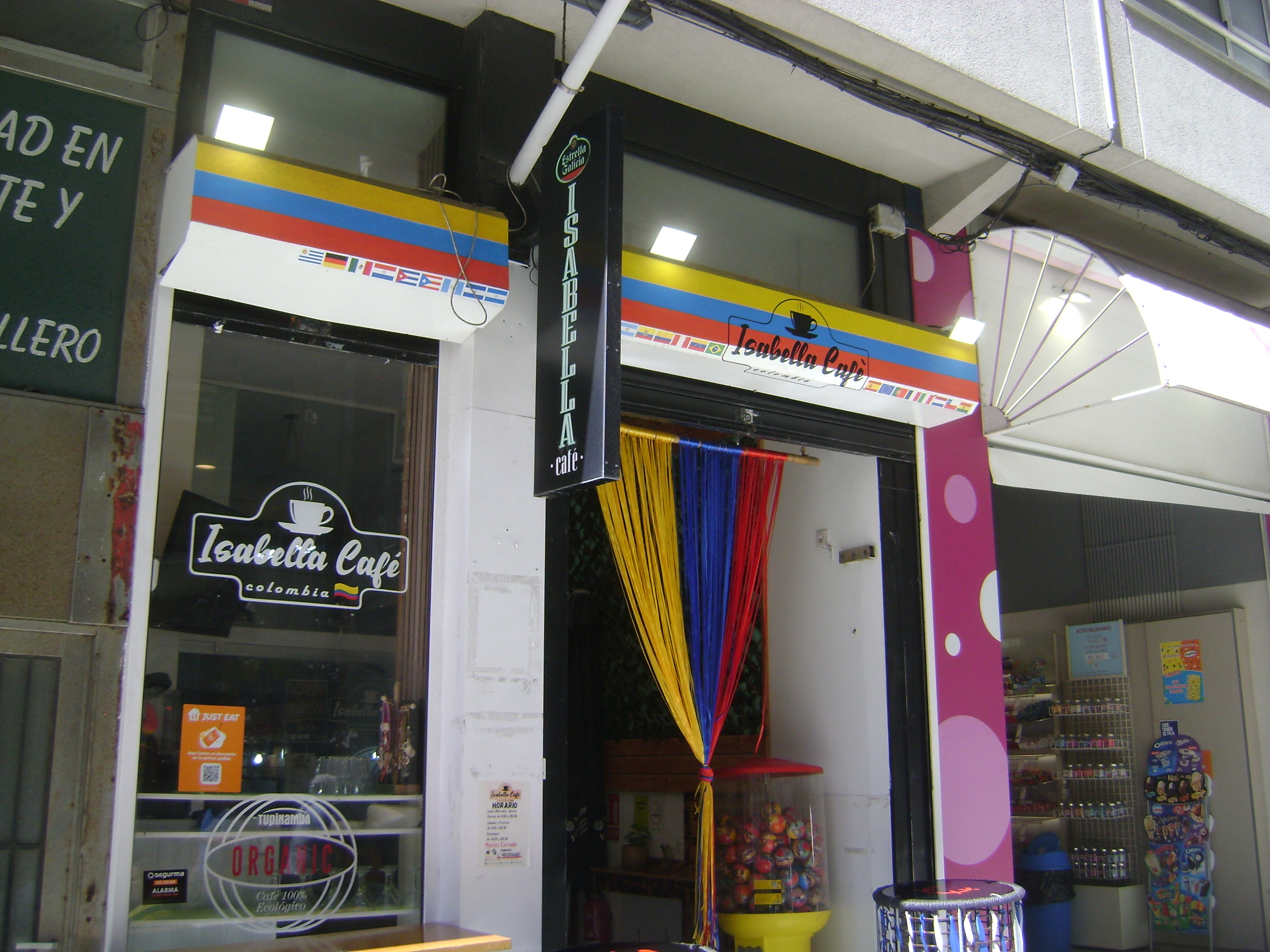
Bar colombiano en La Coruña, Galicia (España).

La emigración colombiana es el desplazamiento de colombianos que han abandonado el país derivado de diferentes factores económicos, políticos o escapando de la violencia de las últimas décadas. Según el "Perfil Migratorio de Colombia 2012", realizado por Migración Colombia, el Departamento Administrativo Nacional de Estadística (DANE) y el Ministerio de Relaciones Exteriores, Colombia es el segundo país con la mayor cantidad de emigrantes en Sudamérica solo detrás de Venezuela, debido a que el último año más de medio millón de colombianos abandono el país en busca de mejores oportunidades. Según estimaciones aproximadamente 5 millones de colombianos viven fuera del país; las causas por las cuales emigran los colombianos son múltiples, entre ellas están los motivos económicos, la violencia e inseguridad debido a los grupos armados y delincuencia organizada, entre otros motivos. 
Analizando datos mundiales sobre la migración, el número de emigrantes internacionales colombianos es de 5 millones, en 2020. El número de emigrantes como porcentaje de la población total nacida en Colombia es de 5.8%

## Contexto e historia
La crisis económica mundial de 2008, redujo mucho la tolerancia hacia los inmigrantes en los países receptores. Los destinos de migración más populares en América son: Estados Unidos, el principal receptor desde los años 60, cifra que aumentó considerablemente entre los años 70 y 80, por lo que se ha convertido en uno de los grupos de inmigrantes mayoritarios en territorio estadounidense.
En América Latina, Venezuela fue una recepción principal a partir de los años 50, hasta 2012, siendo la década de los 70, los años donde más colombianos recibió Venezuela. Otros países con importantes poblaciones de colombianos son: Ecuador, Panamá, Costa Rica, Chile, Perú, México, Argentina, entre otros.[cita requerida]
| Periodo     | Emigrantes por periodo | Promedio por año | % por año | Emigrantes por cada x1.000 hab | Población de Colombia |
| ----------- | ---------------------- | ---------------- | --------- | ------------------------------ | --------------------- |
| 1970 - 1974 | 179 881                | 35 976           | 0.16%     | 1.6                            | 21 492 000            |
| 1975 - 1979 | 262 201                | 52 440           | 0.21%     | 2.1                            | 24 203 000            |
| 1980 - 1984 | 377 755                | 75 551           | 0.28%     | 2.8                            | 27 035 000            |
| 1985 - 1989 | 547 563                | 109 512          | 0.36%     | 3.6                            | 30 116 000            |
| 1990 - 1994 | 786 880                | 157 376          | 0.47%     | 4.7                            | 33 506 000            |
| 1995 - 1999 | 994 993                | 198 998          | 0.53%     | 5.3                            | 37 051 000            |
| 2000 - 2004 | 883 420                | 176 684          | 0.44%     | 4.4                            | 40 295 000            |
| 2005 - 2009 | 1 013 827              | 202 765          | 0.47%     | 4.7                            | 42 888 000            |
| 2010 - 2014 | 657 294                | 131 458          | 0.29%     | 2.9                            | 45 541 000            |
| 2015 - 2019 | 929 673                | 185 934          | 0.39%     | 3.9                            | 48 095 000            |
| 2020 - 2024 | 1 807 921              | 405 881          | 0.77%     | 7.7                            | 52 339 000            |

En Europa, España tiene la comunidad colombiana más grande del continente, seguida por Francia, Reino Unido, Alemania, Italia y  Países Bajos. Entre otros lugares con nacionales colombianos en otros continentes, se encuentran Australia, Nueva Zelanda e Israel. Se estima que la inmigración colombiana es de aproximadamente 4.700.000 de personas hacia 2013. El indicador de migración neta se sitúa en -0.65 por cada 1,000 habitantes en 2015.

## Principales destinos de migración

### Países con población colombiana significativa
| Pos | País           | Población | Notas                                           |
| --- | -------------- | --------- | ----------------------------------------------- |
| 1   | Venezuela      | 500 000   | Véase Inmigración colombiana en Venezuela       |
| 2   | Estados Unidos | 808 148   | Véase Inmigración colombiana en Estados Unidos. |
| 3   | España         | 715 655   | Véase Inmigración colombiana en España.         |
| 4   | Chile          | 146 582   | Véase Inmigración colombiana en Chile           |
| 5   | Ecuador        | 89 931    | Véase Inmigración colombiana en Ecuador.        |
| 6   | Canadá         | 76 580    | Véase Inmigración colombiana en Canadá.         |
| 7   | Panamá         | 41 885    |                                                 |
| 8   | Australia      | 39 540    |                                                 |
| 9   | México         | 36,234    | Véase Inmigración colombiana en México.         |
| 10  | Reino Unido    | 30 000    | Véase Inmigración colombiana en el Reino Unido. |
| 11  | Costa Rica     | 28 015    | Véase Inmigración colombiana en Costa Rica.     |
| 12  | Argentina      | 27 714    | Véase Inmigración colombiana en Argentina.      |
| 13  | Italia         | 18 375    |                                                 |
| 14  | Países Bajos   | 15 346    |                                                 |
| 15  | Suecia         | 14 055    |                                                 |
| 16  | Francia        | 14 000    |                                                 |
| 17  | Alemania       | 10 283    |                                                 |
| 18  | Suiza          | 4 544     |                                                 |

### Colombianos en las elecciones presidenciales de 2018 en el exterior
| Lugar         | Lugar | País                            | Elecciones de 2018 |
| ------------- | ----- | ------------------------------- | ------------------ |
| Sin cambios   | 1     | Venezuela                       | 2.354.748          |
| Sin cambios   | 2     | Estados Unidos                  | 304.008            |
| Sin cambios   | 3     | España                          | 151.955            |
| Sin cambios   | 4     | Canadá                          | 58.226             |
| Sin cambios   | 5     | Ecuador                         | 55.082             |
| Sin cambios   | 6     | Panamá                          | 32.232             |
| Sin cambios   | 7     | Chile                           | 25.893             |
| Sin cambios   | 8     | Reino Unido                     | 25.761             |
| Sin cambios   | 9     | México                          | 25.531             |
| Crecimiento   | 10    | Australia                       | 21.831             |
| Crecimiento   | 11    | Argentina                       | 20.490             |
| Sin cambios   | 12    | Brasil                          | 18.755             |
| Decrecimiento | 13    | Francia                         | 18.524             |
| Sin cambios   | 14    | China                           | 15.203             |
| Sin cambios   | 15    | Italia                          | 15.091             |
| Sin cambios   | 16    | Alemania                        | 12.875             |
| Decrecimiento | 17    | Costa Rica                      | 12.513             |
| Sin cambios   | 18    | Perú                            | 11.665             |
| Sin cambios   | 19    | Países Bajos                    | 10.019             |
| Sin cambios   | 20    | Aruba                           | 8.000              |
| Sin cambios   | 21    | Suiza                           | 7.954              |
| Sin cambios   | 22    | Curazao                         | 5.441              |
| Sin cambios   | 23    | Bélgica                         | 6.082              |
| Sin cambios   | 24    | Puerto Rico                     | 5.034              |
| Sin cambios   | 25    | Suecia                          | 5.506              |
| Crecimiento   | 26    | Guatemala                       | 4.733              |
| Decrecimiento | 27    | EAU                             | 5.466              |
| Decrecimiento | 28    | Bolivia                         | 3.411              |
| Decrecimiento | 29    | Nueva Zelanda                   | 3.168              |
| Crecimiento   | 30    | Cuba                            | 5.825              |
| Decrecimiento | 31    | Japón                           | 3.931              |
| Sin cambios   | 32    | Portugal                        | 2.213              |
| Sin cambios   | 33    | Paraguay                        | 997                |
| Sin cambios   | 34    | Honduras                        | 1.122              |
| Crecimiento   | 35    | Uruguay                         | 1.493              |
| Sin cambios   | 36    | Austria                         | 4.554              |
| Crecimiento   | 37    | Israel                          | 4.722              |
| Sin cambios   | 38    | El Salvador                     | 3.753              |
| Decrecimiento | 39    | Rusia                           | 1.095              |
| Decrecimiento | 40    | Noruega                         | 908                |
| Sin cambios   | 41    | Antillas Neerlandesas           |                    |
| Sin cambios   | 42    | Irlanda                         | 193                |
| Crecimiento   | 43    | Corea del Sur                   | 769                |
| Crecimiento   | 44    | Tailandia                       | 698                |
| Decrecimiento | 45    | República Dominicana            | 2.475              |
| Decrecimiento | 46    | Trinidad y Tobago               | 806                |
| Decrecimiento | 47    | Nicaragua                       | 894                |
| Decrecimiento |       | Líbano                          | 2.444              |
| Decrecimiento | 48    | Finlandia                       | 813                |
| Crecimiento   | 48    | Polonia                         | 789                |
| Sin cambios   | 51    | Dinamarca                       | 143                |
| Crecimiento   | 51    | Turquía                         | 762                |
| Sin cambios   | 53    | Cuba                            | 963                |
| Decrecimiento | 54    | Hong Kong                       |                    |
| Sin cambios   | 55    | Luxemburgo                      | 86                 |
| Sin cambios   | 56    | Vietnam                         | 641                |
| Sin cambios   | 57    | India                           | 670                |
| Crecimiento   | 57    | Sudáfrica                       | 810                |
| Crecimiento   | 59    | República Checa                 |                    |
| Crecimiento   | 60    | Arabia Saudita                  |                    |
| Sin cambios   | 60    | Jamaica                         | 868                |
| Sin cambios   | 62    | Malasia                         | 713                |
| Crecimiento   | 63    | Indonesia                       | 674                |
| Crecimiento   | 64    | Malta                           |                    |
| Decrecimiento | 65    | Sint Maarten                    |                    |
| Decrecimiento | 66    | Grecia                          | 78                 |
| Decrecimiento | 67    | Islandia                        |                    |
| Decrecimiento | 68    | Egipto                          | 751                |
| Decrecimiento | 69    | Marruecos                       | 635                |
| Decrecimiento | 70    | Catar                           |                    |
| Decrecimiento | 71    | Kenia                           | 670                |
| Decrecimiento | 72    | Azerbaiyán                      | 622                |
| Decrecimiento | 73    | Haití                           |                    |
| Decrecimiento | 74    | Jordania                        |                    |
| Crecimiento   | 75    | Hungría                         |                    |
| Decrecimiento | 76    | Filipinas                       | 713                |
| Decrecimiento | 77    | Lituania                        |                    |
| Decrecimiento | 78    | Andorra                         |                    |
| Decrecimiento | 79    | Kuwait                          |                    |
| Sin cambios   | 80    | Baréin                          |                    |
| Crecimiento   | 80    | Palestina                       |                    |
| Crecimiento   | 80    | Omán                            |                    |
| Crecimiento   | 80    | Bonaire                         |                    |
| Crecimiento   | 84    | Ucrania                         |                    |
| Decrecimiento | 85    | Surinam                         |                    |
| Sin cambios   | 86    | Guayana Francesa                |                    |
| Crecimiento   | 87    | Birmania                        |                    |
| Decrecimiento | 88    | Ghana                           | 618                |
| Sin cambios   | 88    | Camboya                         |                    |
| Crecimiento   | 88    | Mozambique                      |                    |
| Decrecimiento | 91    | Nigeria                         |                    |
| Decrecimiento | 92    | Guyana                          |                    |
| Sin cambios   | 93    | República de China              |                    |
| Decrecimiento | 94    | Túnez                           |                    |
| Crecimiento   | 94    | Rumania                         |                    |
| Crecimiento   | 94    | Angola                          |                    |
| Decrecimiento | 97    | Eslovenia                       |                    |
| Sin cambios   | 97    | Croacia                         |                    |
| Decrecimiento | 99    | Mónaco                          |                    |
| Decrecimiento | 99    | Eslovaquia                      |                    |
| Crecimiento   | 99    | Argelia                         | 615                |
| Sin cambios   | 102   | Bulgaria                        |                    |
| Decrecimiento | 103   | Estonia                         |                    |
| Decrecimiento | 103   | Gabón                           |                    |
| Decrecimiento | 103   | Guinea Ecuatorial               |                    |
| Decrecimiento | 103   | Serbia                          |                    |
| Decrecimiento | 107   | Liechtenstein                   |                    |
| Crecimiento   | 107   | Bielorrusia                     |                    |
| Crecimiento   | 107   | Irán                            |                    |
| Crecimiento   | 107   | Chipre                          | 56                 |
| Decrecimiento | 111   | Bahamas                         |                    |
| Decrecimiento | 111   | Kazajistán                      |                    |
| Decrecimiento | 111   | Mauricio                        |                    |
| Crecimiento   | 111   | Uganda                          |                    |
| Decrecimiento | 115   | Afganistán                      |                    |
| Sin cambios   | 115   | Irak                            |                    |
| Sin cambios   | 115   | Mali                            |                    |
| Sin cambios   | 115   | Tanzania                        |                    |
| Decrecimiento | 119   | Pakistán                        |                    |
| Crecimiento   | 119   | Barbados                        |                    |
| Crecimiento   | 119   | Bangladés                       |                    |
| Crecimiento   | 119   | Camerún                         |                    |
| Crecimiento   | 119   | República Democrática del Congo |                    |
| Crecimiento   | 119   | Malaui                          |                    |
| Crecimiento   | 119   | Letonia                         |                    |
| Decrecimiento | 126   | Cabo Verde                      |                    |
| Decrecimiento | 126   | Madagascar                      |                    |
| Decrecimiento | 126   | Senegal                         |                    |
| Decrecimiento | 126   | Sri Lanka                       |                    |
| Crecimiento   | 126   | Etiopía                         |                    |
| Crecimiento   | 126   | Laos                            |                    |
| Crecimiento   | 126   | Mongolia                        |                    |
| Crecimiento   | 126   | Belice                          | 33                 |
| Crecimiento   | 126   | Benín                           |                    |
| Crecimiento   | 126   | Ruanda                          |                    |
| Decrecimiento | 136   | San Marino                      |                    |
| Decrecimiento | 136   | Sierra Leona                    |                    |
| Crecimiento   | 136   | Moldavia                        |                    |
| Sin cambios   | 136   | Bosnia y Herzegovina            |                    |
| Sin cambios   | 136   | Bermudas                        |                    |
| Decrecimiento | 141   | Albania                         |                    |
| Decrecimiento | 141   | Brunéi                          |                    |
| Decrecimiento | 141   | Guinea                          |                    |
| Decrecimiento | 141   | Yemen                           |                    |
| Decrecimiento | 141   | Kosovo                          |                    |
| Decrecimiento | 141   | Macao                           |                    |
| Decrecimiento | 141   | Siria                           |                    |
| Crecimiento   | 141   | Armenia                         |                    |
| Decrecimiento | 149   | Sudán                           |                    |
| Decrecimiento | 149   | Papúa Nueva Guinea              |                    |
| Crecimiento   | 149   | Namibia                         |                    |
| Crecimiento   | 149   | Santa Lucía                     |                    |
| Crecimiento   | 149   | Comoras                         |                    |
| Crecimiento   | 149   | Dominica                        |                    |
| Crecimiento   | 149   | Burkina Faso                    |                    |
| Crecimiento   | 149   | Corea del Norte                 |                    |
| Crecimiento   | 149   | Burundi                         |                    |
| Crecimiento   | 149   | Montenegro                      |                    |
| Crecimiento   | 149   | República del Congo             |                    |
| Crecimiento   | 149   | Liberia                         |                    |
| Crecimiento   | 149   | Níger                           |                    |
| Crecimiento   | 149   | Suazilandia                     |                    |
| Crecimiento   | 149   | Mauritania                      |                    |
| Crecimiento   | 149   | Santo Tomé y Príncipe           |                    |
| Crecimiento   | 149   | Guadalupe                       |                    |
| Crecimiento   | 149   | Tayikistán                      |                    |
| Crecimiento   | 149   | Vanuatu                         |                    |
| Crecimiento   | 149   | Anguila                         |                    |
| Crecimiento   | 149   | Guinea-Bisáu                    |                    |
| Crecimiento   | 149   | República Centroafricana        |                    |
| Crecimiento   | 149   | Macedonia del Norte             |                    |
| Crecimiento   | 149   | Maldivas                        |                    |
| Decrecimiento | 183   | Turkmenistán                    |                    |
| Decrecimiento | 183   | Zambia                          |                    |
| Decrecimiento | 183   | Georgia                         |                    |
| Decrecimiento | 183   | Bután                           |                    |
| Crecimiento   |       | Desconocido                     |                    |
| Crecimiento   | Total | Total                           | 1.376.071          |